# Indianapolis 500 1933
Das 21. Indianapolis 500 (offiziell 21st 500 Mile International Sweepstakes Race) auf dem Indianapolis Motor Speedway fand am 30. Mai 1933 statt.

## Das Rennen
Das Rennen ging über eine Distanz von 200 Runden à 4,023 km, was einer Gesamtdistanz von 804,672 km entspricht. Aus der Pole-Position startete Bill Cummings mit einer Zehnrunden-Durchschnittszeit von 12:39.30 Min. oder 118,530 mph (190,755 km/h). Das Rennen war der erste Lauf zur AAA-Saison 1933.

## Ergebnisse

### Startaufstellung
| Reihe | Innen               | Mitte           | Außen           |
| ----- | ------------------- | --------------- | --------------- |
| 1     | Bill Cummings       | Frank Brisko    | Fred Frame      |
| 2     | Lou Moore           | Ernie Triplett  | Louis Meyer     |
| 3     | Lester Spangler     | Ira Hall        | Cliff Bergere   |
| 4     | Stubby Stubblefield | Peter Kreis     | Tony Gulotta    |
| 5     | Shorty Cantlon      | Deacon Litz     | Cher Gardner    |
| 6     | Zeke Meyer          | Russ Snowberger | Lora L. Corum   |
| 7     | Bennett Hill        | Luther Johnson  | Louis Schneider |
| 8     | Mark Billman        | Wilbur Shaw     | Al Miller       |
| 9     | Kelly Petillo       | Wesley Crawford | Raúl Riganti    |
| 10    | Gene Haustein       | Babe Stapp      | Malcolm Fox     |
| 11    | Joe Russo           | Chet Miller     | Paul Bost       |
| 12    | Johnny Sawyer       | Freddy Winnai   | Dave Evans      |
| 13    | Ray Campbell        | Zick Decker     | Doc MacKenzie   |
| 14    | Willard Prentiss    | Ralph Hepburn   | Mauri Rose      |

### Schlussklassement
| Pos. | Nr. | Name                 | Chassis    | Motor      | Zeit/Rückstand              | Qualifikation ø 10 Rd. mph | Start |
| ---- | --- | -------------------- | ---------- | ---------- | --------------------------- | -------------------------- | ----- |
| 1    | 36  | Louis Meyer (W)      | Miller     | Miller     | 4:48:00.75 Std. 104,162 mph | 116,977                    | 6     |
| 2    | 17  | Wilbur Shaw          | Stevens    | Miller     | 200                         | 115,497                    | 23    |
| 3    | 37  | Lou Moore            | Duesenberg | Miller     | 200                         | 117,843                    | 4     |
| 4    | 21  | Chet Gardner         | Stevens    | Miller     | 200                         | 112,319                    | 15    |
| 5    | 8   | Stubby Stubblefield  | Rigling    | Buick      | 200                         | 114,784                    | 10    |
| 6    | 38  | Dave Evans           | Rigling    | Studebaker | 200                         | 109,448                    | 36    |
| 7    | 34  | Tony Gulotta         | Rigling    | Studebaker | 200                         | 113,578                    | 12    |
| 8    | 4   | Russ Snowberger      | Snowberger | Studebaker | 200                         | 110,769                    | 17    |
| 9    | 9   | Zeke Meyer           | Rigling    | Studebaker | 200                         | 111,099                    | 16    |
| 10   | 46  | Luther Johnson       | Rigling    | Studebaker | 200                         | 110,097                    | 20    |
| 11   | 6   | Cliff Bergere        | Rigling    | Studebaker | 200                         | 115,643                    | 9     |
| 12   | 47  | L, L, Corum (W)      | Rigling    | Studebaker | 200                         | 110,465                    | 18    |
| 13   | 49  | Willard Prentiss (R) | Rigling    | Duesenberg | 200                         | 107,776                    | 40    |
| 14   | 14  | Raúl Riganti         | Chrysler   | Chrysler   | 200                         | 108,081                    | 27    |
| 15   | 29  | Gene Haustein        | Hudson     | Hudson     | 197                         | 107,603                    | 28    |
| 16   | 26  | Deacon Litz          | Miller     | Miller     | 197                         | 113,138                    | 14    |
| 17   | 18  | Joe Russo            | Duesenberg | Duesenberg | 192                         | 112,531                    | 31    |
| 18   | 51  | Doc MacKenzie        | Duesenberg | Studebaker | 192 (Radaufhängung)         | 108,073                    | 39    |
| 19   | 27  | Kelly Petillo        | Smith      | Miller     | 168 (Unfall)                | 113,037                    | 25    |
| 20   | 28  | Chet Miller          | Hudson     | Hudson     | 163 (Lenkung)               | 112,025                    | 32    |
| 21   | 19  | Al Miller            | Hudson     | Hudson     | 161 (Lenkung)               | 109,799                    | 24    |
| 22   | 68  | Bennett Hill         | Cooper     | Cooper     | 158 (Lenkung)               | 110,264                    | 19    |
| 23   | 45  | Babe Stapp           | Miller     | Miller     | 156 (Kraftstoffmangel)      | 116,626                    | 29    |
| 24   | 32  | Wesley Crawford      | Stevens    | Miller     | 147 (Unfall)                | 109,862                    | 26    |
| 25   | 5   | Bill Cummings        | Miller     | Miller     | 136 (Kühlung)               | 118,521                    | 1     |
| 26   | 15  | Lester Spangler (R)  | Miller     | Miller     | 132 (Unfall)                | 116,903                    | 7     |
| 27   | 65  | Freddie Winnai       | Duesenberg | Duesenberg | 125 (Motor)                 | 111,018                    | 35    |
| 28   | 57  | Malcolm Fox          | Studebaker | Studebaker | 121 (Unfall)                | 112,922                    | 30    |
| 29   | 12  | Fred Frame (W)       | Wetteroth  | Miller     | 85 (Ventile)                | 117,864                    | 3     |
| 30   | 64  | Mark Billman (R)     | Duesenberg | Duesenberg | 79 (Unfall)                 | 112,410                    | 22    |
| 31   | 53  | Johnny Sawyer (R)    | Miller     | Miller     | 77 (Kupplung)               | 110,590                    | 34    |
| 32   | 2   | Pete Kreis           | Summers    | Miller     | 63 (Kraftübertragung)       | 114,370                    | 11    |
| 33   | 16  | Ernie Triplett       | Weil       | Miller     | 61 (Motor)                  | 117,685                    | 5     |
| 34   | 25  | Shorty Cantlon       | Stevens    | Miller     | 50 (Lenkung)                | 113,384                    | 13    |
| 35   | 3   | Mauri Rose (R)       | Stevens    | Miller     | 48 (Getriebe)               | 117,649                    | 42    |
| 36   | 58  | Frank Brisko         | Miller     | Miller     | 47 (Überhitzung Öl)         | 118,388                    | 2     |
| 37   | 10  | Ira Hall             | Stevens    | Duesenberg | 37 (Motor)                  | 115,739                    | 8     |
| 38   | 23  | Ralph Hepburn        | Cooper     | Cooper     | 33 (Lenkung)                | 110,001                    | 41    |
| 39   | 59  | Ray Campbell         | Hudson     | Hudson     | 24 (Ölleck)                 | 108,650                    | 37    |
| 40   | 24  | Paul Bost            | Duesenberg | Miller     | 13 (Ölleck)                 | 111,330                    | 33    |
| 41   | 61  | Rick Decker          | Miller     | Miller     | 13 (Elektrik)               | 108,280                    | 38    |
| 42   | 22  | Louis Schneider (W)  | Stevens    | Miller     | 1 (Motor)                   | 109,850                    | 21    |

(W)=früherer Gewinner / (R)=Rookie / alle Starter auf Firestone-Reifen

### Führungsrunden
| Fahrer        | Anzahl |
| ------------- | ------ |
| Louis Meyer   | 71     |
| Babe Stapp    | 60     |
| Fred Frame    | 37     |
| Bill Cummings | 32     |